# Johnny Abbes García
Johnny Abbes García (* 27. März 1924 in Santo Domingo, Dominikanische Republik; † wahrscheinlich 30. Mai 1967 in Haiti) war Geheimdienstchef der Dominikanischen Republik in der Zeit der Diktatur Rafael Trujillos.
Abbes stammte aus einer wohlsituierten Familie – sein Vater hatte deutsche Wurzeln, seine Mutter war Dominikanerin – und begann seine Laufbahn als Sportreporter. Später begann er allerdings in Mexiko als Informant für das Regime des Diktators Trujillo zu arbeiten, der die Dominikanische Republik von 1930 bis zu seiner Ermordung am 30. Mai 1961 beherrschte. Von Trujillos Halbbruder dem Präsidenten vorgestellt, wurde Abbes bald im Rang eines Obersts Chef des 1957 gegründeten militärischen Geheimdienstes SIM (Servicio de Inteligencia Militar) und Chefplaner von Attentaten auf Dissidenten des Regimes im Ausland, z. B. dem Autobomben-Attentat auf den venezolanischen Präsidenten Rómulo Betancourt (1908–1981) am 24. Juni 1960, das dieser nur knapp überlebte. Das gescheiterte Attentat führte zur zunehmenden Isolierung des Regimes, insbesondere auf Druck der Regierung Kennedy. Abbes stand auch hinter einem Versuch, Castro Mitte Februar 1959 durch ein von Alexander Irwin Rorke, Jr. (1926–1963), nach Kuba gebrachtes Team erschießen zu lassen. Zu seinen und Trujillos zahlreichen weiteren Opfern zählen auch die Schwestern Mirabal und der Schriftsteller Jesús Galíndez, der als Verfasser eines Trujillo-kritischen Buches in New York entführt und ermordet wurde. Abbes wird nachgesagt, dass er die Folterungen von Regimegegnern und anderen Opfern häufig persönlich durchführte und dabei seinen sadistischen Phantasien freien Lauf ließ. Am Ende soll er noch lebende Opfer an die Haie verfüttert haben. Nach Trujillos Ermordung 1961, der eine blutige Rache an den Verschwörern und sonstigen Verdächtigen folgte, schob ihn dessen Nachfolger Joaquín Balaguer, selbst eine langjährige Stütze des Regimes, als Konsul nach Japan ab. Kurze Zeit darauf hielt er sich zunächst in Europa auf und wurde danach Sicherheitsberater des haitianischen Diktators „Papa Doc“ Duvalier. 1962 war er am Komplott von dessen Schwiegersohn beteiligt und soll wie dieser dabei getötet worden sein. Andere wollen ihn jedoch später noch gesehen haben.
Mario Vargas Llosa schildert ihn in seinem Roman über das Trujillo-Regime Das Fest des Ziegenbocks als „Kröte an Leib und Seele“ und auch in dessen 2019 erschienenen Roman Harte Jahre spielt er eine wichtige Rolle. Als Militärattaché an der dominikanischen Botschaft in Guatemala ist er hier hauptverantwortlich für die Ermordung des guatemaltekischen Militärdiktators Carlos Castillo Armas.